# Myelobia
Myelobia is een geslacht van vlinders uit de familie van de grasmotten (Crambidae). De wetenschappelijke naam en de beschrijving van dit geslacht zijn voor het eerst gepubliceerd in 1854 door Herrich-Schäffer.

## Soorten
- M. atrosparsellus (Walker, 1863)
- M. bimaculata (Box, 1931)
- M. biumbrata (Schaus, 1922)
- M. castrellus (Schaus, 1922)
- M. decolorata Herrich-Schäffer, 1858
- M. dorsipunctellus (Schaus, 1922)
- M. endothermalis (Hampson, 1919)
- M. heinrichi Box, 1931
- M. incanellus (Hampson, 1896)
- M. lanceolatus (Zeller, 1881)
- M. nabalalis (Schaus, 1934)
- M. nicaraguensis Landry & Maes, 2015
- M. nigrostigmellus (Hampson, 1896)
- M. parnahyba (Schaus, 1934)
- M. smerintha (Hübner, 1821)
- M. spectabilis (C. Felder, R. Felder & Rogenhofer, 1874)
- M. squamata (Hampson, 1919)
- M. systrapegus (Dyar, 1913)
- M. vinasella (Schaus, 1913)
- M. xanthoterma (Hampson, 1919)
- M. zeuzeroides Walker, 1865